# Волостновка (Кугарчинський район)
Волостно́вка (рос. Волостновка, башк. Волостновка) — село у складі Кугарчинського району Башкортостану, Росія. Входить до складу Волостновської сільської ради.
Населення — 423 особи (2010; 491 в 2002).
Національний склад:
- росіяни — 45%
- башкири — 38%